# Venetianskt måleri

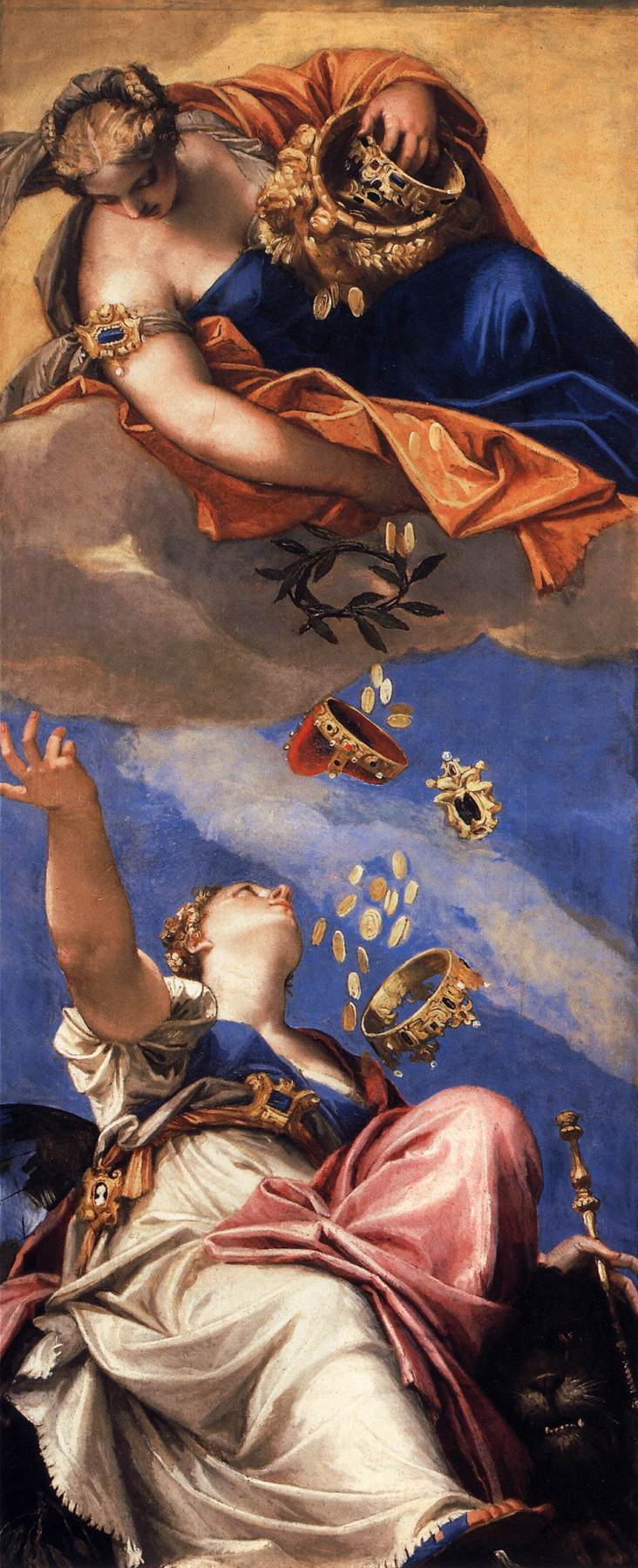
Paolo Veroneses Juno överöser Venetia med gåvor i Dogepalatset, Venedig, cirka 1553.

Venetianskt måleri var en skola inom det italienska måleriet som upplevde sin blomstringstid på 1400- och 1700-talen.
Den venetianska skolan hade huvudsakligen sin storhetstid efter den florentinska skolan.
På 1400-talet utvecklades det venetianska måleriet under påverkan från Paduaskolan och Antonello da Messina, som introducerade bröderna van Eycks oljemålningsteknik. Det kännetecknas av en varm färgskala och ett måleriskt utnyttjande av färgen. Tidiga mästare var familjerna Bellini och Vivarini, följda av Giorgione och Tizian, sedan Tintoretto och Veronese.
På 1700-talet upplevde det venetianska måleriet en renässans tack vare Tiepolos dekormåleri och Canalettos, Giambattista Pittonis och Guardis panoramautsikter.